# Unai Bilbao
Unai Bilbao Arteta (Bilbao, Vizcaya, 4 de febrero de 1994) es un futbolista español que juega en la demarcación de defensa central en el Club Tijuana de la Primera División de México.

## Biografía

### Inicios en Barakaldo
Unai se inició en la cantera del Indautxu. En 2009 pasó a la cantera del Barakaldo CF, donde pasó dos temporadas. En su segundo año en el cuadro vizcaíno llegó a participar en cinco encuentros del primer equipo en Segunda División B.

### Lezama
En junio de 2011 se incorporó a la cantera del Athletic Club de Bilbao, donde compaginó el equipo juvenil con el segundo filial, el CD Basconia de Tercera División, hasta que dio el salto definitivo al Bilbao Athletic de Segunda B para la temporada 2014-15. Tras lograr el ascenso de categoría, en la temporada 2015-16, participó en trece encuentros de Segunda División. En dicha campaña logró un tanto ante el CD Tenerife, aunque el equipo descendió a Segunda B. En su tercera temporada se hizo con un hueco en el once titular de Ziganda, aunque una lesión de hombro le tuvo de baja alrededor de tres meses. En su cuarta y última campaña en el filial rojiblanco fue indiscutible para Gaizka Garitano al disputar 38 de los 40 partidos posibles, en los que logró cinco tantos.

### México
En 2018, tras cuatro temporadas en el filial bilbaíno, fichó por el Atlético de San Luis mexicano que dirigía Alfonso Sosa. El 2 de diciembre se proclamó campeón del Torneo Apertura tras derrotar por 4 a 2 al Dorados Sinaloa de Diego Maradona. El 5 de mayo de 2019, en el partido de vuelta de la final del Torneo Clausura disputado en el Estadio Alfonso Lastras Ramírez, anotó en el minuto 103 el único tanto del encuentro que sirvió para derrotar al Dorados Sinaloa por un global de 2-1 y lograr el ascenso a la Liga MX.
En diciembre de 2019, con la llegada de Memo Vázquez al banquillo, pedió protagonismo en el equipo. Por ello, en julio de 2020, fue cedido al Club Necaxa por una temporada. El 16 de agosto marcó su primer gol con el club de Aguascalientes en un empate, en la Liga Apertura, frente a Monterrey. En la siguiente jornada dio el triunfo con un nuevo tanto frente a Santos Laguna. El 16 de enero de 2021, en un encuentro de Clausura frente al Atlético de San Luis, sufrió una aparatosa lesión al impactar contra la valla publicitaria. En mayo de 2021, tras haber sido titular en todos los encuentros, regresó al Atlético de San Luis.
En enero de 2022, antes de comenzar el Torneo Clausura, renovó su contrato con Atlético de San Luis hasta 2025.Cuatro meses después, en mayo, sufrió una grave lesión de rodilla al romperse el ligamento cruzado anterior de su rodilla derecha que le mantuvo apartado hasta enero de 2023.
En junio de 2024 fue traspasado al Club Tijuana por casi tres millones de dólares.

## Clubes
- Actualizado a 21 de junio de 2024

| Club                      | País   | Año         | Partidos | Goles |
| ------------------------- | ------ | ----------- | -------- | ----- |
| Barakaldo CF              | España | 2011        | 5        | 0     |
| CD Basconia               | España | 2012 - 2014 | 32       | 2     |
| Bilbao Athletic           | España | 2014 - 2018 | 103      | 9     |
| Club Atlético de San Luis | México | 2018 - 2020 | 59       | 3     |
| Club Necaxa               | México | 2020 - 2021 | 35       | 3     |
| Club Atlético de San Luis | México | 2021 - 2024 | 87       | 12    |
| Club Tijuana              | México | 2024 - Act. | 35       | 2     |

## Palmarés

#### Campeonatos nacionales
| Título             | Club                 | País   | Año           |
| ------------------ | -------------------- | ------ | ------------- |
| Ascenso MX         | Atlético San Luis    | México | Apertura 2018 |
| Ascenso MX         | Atlético San Luis    | México | Clausura 2019 |
| Campeón de Ascenso | Atlético de San Luis | México | 2019          |